# Truyền hình tại Nam Sudan
Truyền hình tại Nam Sudan chưa phổ biến nhiều, tỷ lệ khoảng 15% đến 20%, thấp hơn so với các nước châu Phi khác. Do nhiều hộ gia đình không thể mua được Tivi và Truyền hình vệ tinh, truyền hình mặt đất là nền tảng chính. Đài phát thanh trở thành nguồn tin tức và thông tin chính thống ở Nam Sudan. Tuy nhiên, cơ sở vật chất truyền hình tại đây còn rất thiếu thốn.

## Kênh truyền hình
- Tổng công ty Phát thanh Truyền hình Nam Sudan (SSBC TV): SSBC TV do chính phủ Nam Sudan điều hành có trụ sở tại Juba. Đây là đài truyền hình hoạt động duy nhất trong cả nước. SSBC TV phát sóng 15 giờ một ngày bằng hai ngôn ngữ tiếng Anh và tiếng Ả Rập và cũng có thể được xem trên Truyền hình vệ tinh. Đài điều hành một số đài truyền hình địa phương nhỏ ở Aweil, Wau, Malakal và Rumbek.
- Citizen Television (CTV): Vào năm 2013, Citizen Television (CTV) được phát sóng chính thức từ thủ đô Juba, với thời lượng 5 giờ mỗi buổi tối hằng ngày. Tuy nhiên, vào tháng 9 năm 2015, Tổng biên tập của The Citizen Nhial Bol thông báo ông sẽ từ chức và đóng cửa tờ báo và đài truyền hình sau khi các nhân viên an ninh chính phủ đóng cửa cơ sở của tờ báo của ông, đồng thời nhận được những lời đe dọa giết người.